# Melanchra striata
Melanchra striata là một loài bướm đêm trong họ Noctuidae.